# Bryobia populi
Bryobia populi är en spindeldjursart som beskrevs av Wang och Zang 1984. Bryobia populi ingår i släktet Bryobia och familjen Tetranychidae. Inga underarter finns listade.